# ウォー・メモリアル・スタジアム
ウォー・メモリアル・スタジアム（英語: War Memorial Stadium、通称：ザ・ロックパイル（The Rockpile））は、アメリカ合衆国ニューヨーク州バッファローにかつてあったスタジアム。主にアメリカンフットボールと野球、サッカーの試合が開催されていた。1937年にロッシュ・メモリアル・スタジアム（Roesch Memorial Stadium）として開場し、グローバー・クリーブランド・スタジアム（Grover Cleveland Stadium）、シビック・スタジアム（Civic Stadium）としても知られていた。 スタジアムは多くのチームの主催試合で使用され、主なチームはカニシャス大学（カニシアス・ゴールデングリフィンズ）（NCAA）、バッファロー・インディアンタイガース（AFL）、バッファロー・ビルズ（AAFC）、バッファロー・ブルズ（NCAA）、バッファロー・ビルズ（AFL/NFL）、バッファロー・バイソンズ（IL）、バッファロー・ホワイトイーグルス（ECPSL）、バッファロー・ブレイザーズ（NSL）、バッファロー・バイソンズ（EL/AA）であった。 また、レース用のトラックもあり、NASCARイベントも開催されていた。スタジアムは1989年にスタジアムの入口だけを残して取り壊され、跡地はジョニー・B・ワイリー・アマチュア・アスレチック・スポーツ・パビリオンとなっている。